# Bunătate
Bunătatea este un tip de comportament marcat de acte de generozitate, considerație sau preocupare pentru ceilalți, fără a aștepta laude sau recompense. Bunătatea este unul dintre subiectele principale din Biblie. În Cartea a II-a a „Retoricii”, Aristotel definește bunătatea ca „ajutorare față de cineva care are nevoie, nu în schimbul a ceva, nici pentru avantajul ajutorului însuși, ci pentru cel al persoanei ajutate”. Nietzsche considera că bunătatea și dragostea sunt „cele mai curative plante medicinale și agenți ai relațiilor umane”. Bunătatea este considerată a fi una dintre Virtuțile Cavalerului.